# GeForce 9系列
GeForce 9系列，代號D9E，是NVIDIA的第九代GeForce顯示晶片，首個產品GeForce 9600 GT於2008年2月尾推出。9系列擁有65nm製程的高階D9E和55nm製程中階的D9P兩種型號，兩者皆支援DirectX 10和Shader Model 4.0。08年二月尾先上市的是高階的D9E，D9P則在同年六月推出。2009年初，NVIDIA將GeForce 9系列多數型號重新更名為GeForce 100系列，規格只在頻率上有部分提升。
這個系列的第一款顯示卡是GeForce 9600GT，是一款中端的顯示卡。架構與8800GT相似，但只有64個流處理器。此核心亦強化顯示記憶體控制器，提高資料的壓縮比。它亦是NVIDIA首款中端顯示卡，擁有256-bit記憶體頻寬。PureVideo HD方面，此核心可以同時處理兩條影片，新增對HDR的調整，以及加強膚色的色澤表現。

## 產品系列

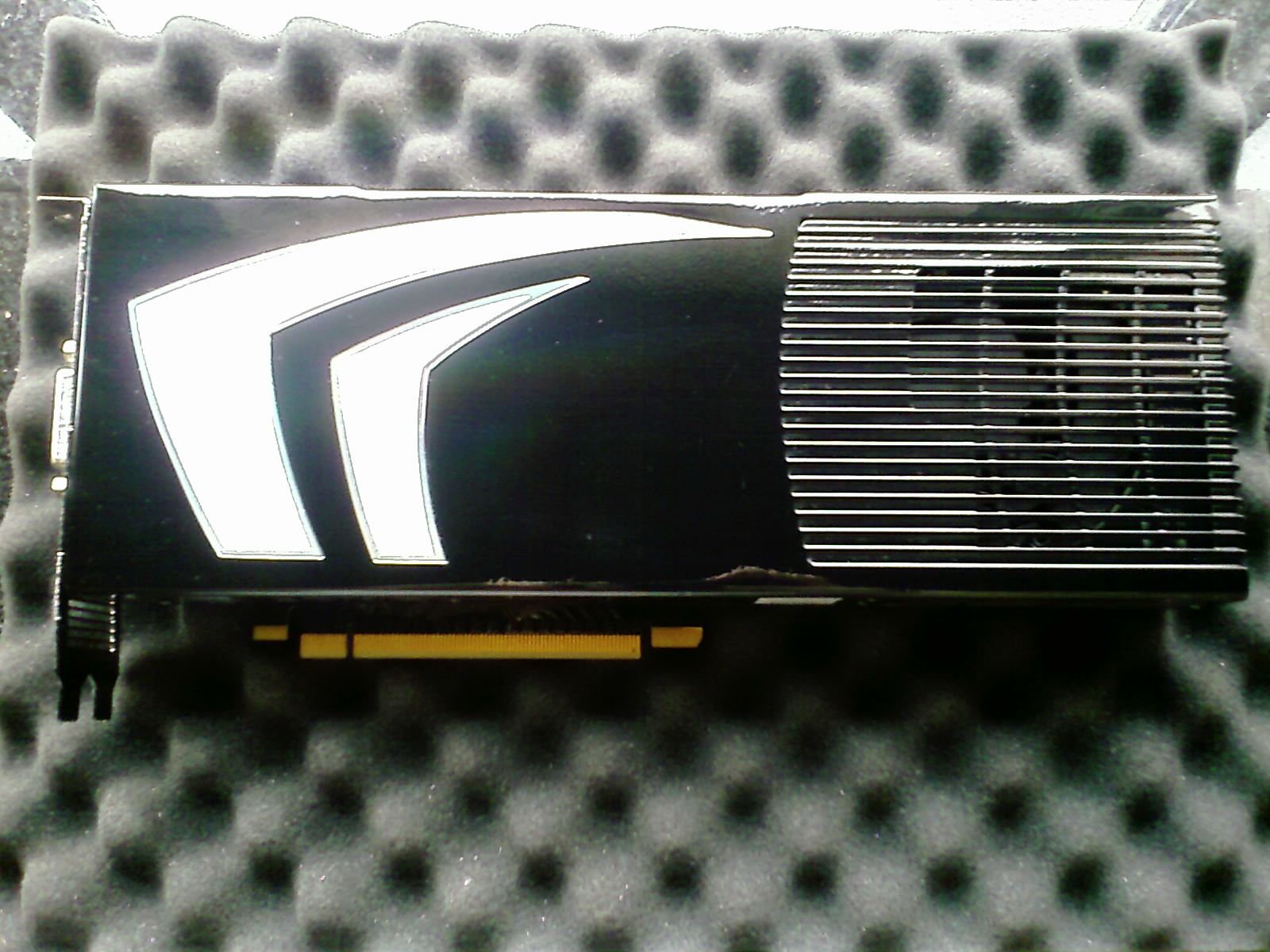
GeForce 9800 GX2顯示卡

### GeForce 9200
GeForce 9200是整合於MCP78U中的顯示核心，是GeForce 8300的更名版，流處理器頻率為1500 MHz。

### GeForce 9300
GeForce 9300是整合於MCP7A中的顯示核心，只有8個流處理器。後期又推出GeForce 9300 GS與GeForce 9300 GE兩款獨立型顯示核心。

### GeForce 9400
GeForce 9400 GT只有16個流處理器，數量是GeForce 9500 GT的一半，其核心实际上是改进工艺后的Geforce 8500 GT。顯示核心頻率是700MHz，顯示記憶體頻率是1100MHz，頻寬是128-bit，採用DDR3規格。

### GeForce 9500

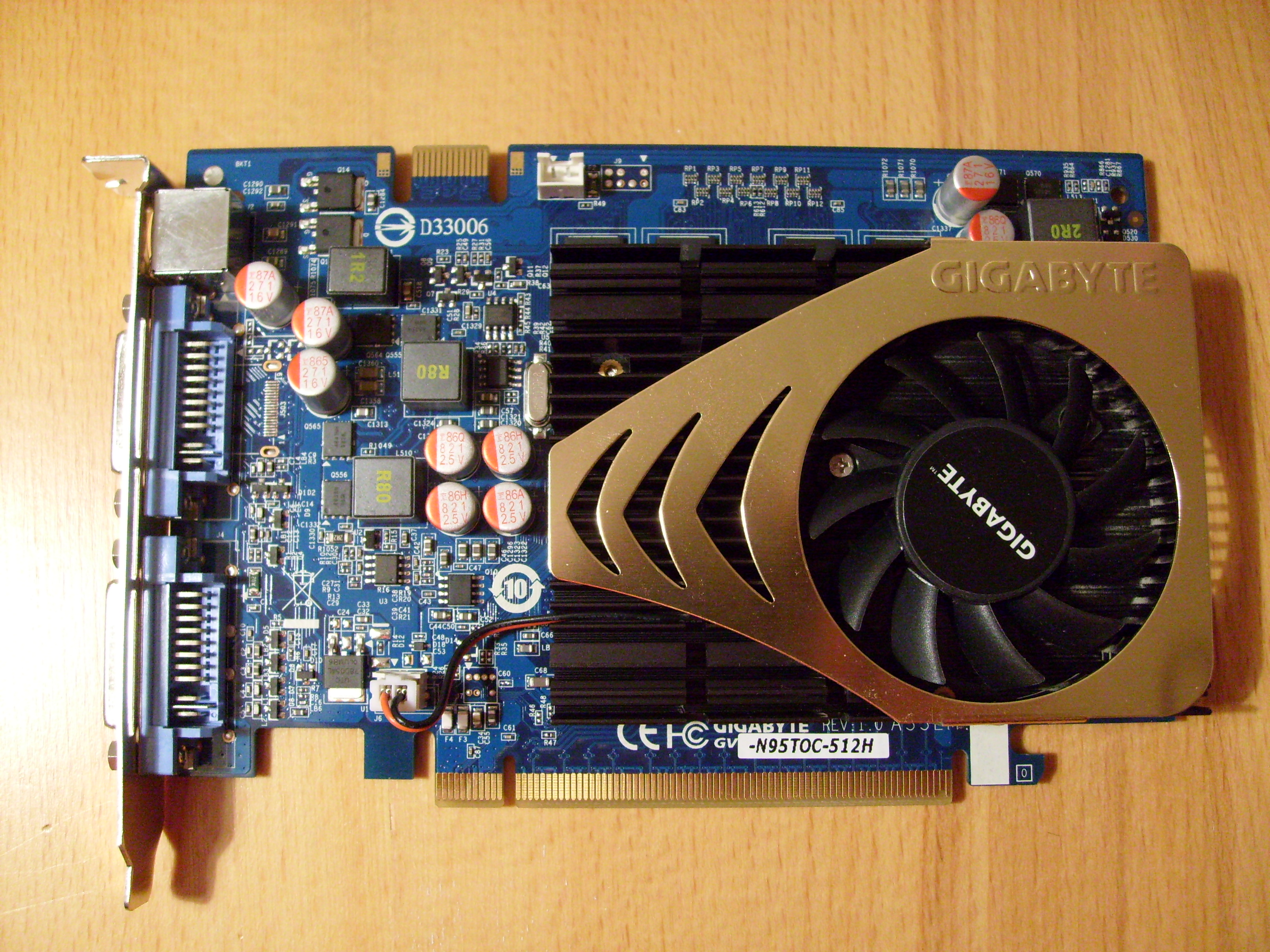
GeForce 9500 GT顯示卡

GeForce 9500 GT用作取代GeForce 8600系列顯示卡，核心採用55nm製程，流處理器數量與上一代顯示卡一樣，用作與ATI的Radeon HD 3650競爭。其他的特性包括支援PCI-E 2.0。顯示記憶體方面，可以搭配DDR2或者DDR3，頻寬同樣是128-bit。NVIDIA聲稱GeForce 9500 GT的效能比GeForce 8600 GT快17%，電晶體的數目亦較多，而且擁有最新的第三代Pure Video技術，但实际性能仅略微高于对手ATI更早时候推出的Radeon HD 3650，与自家 Geforce 8600GT相比并无太大优势，反而落后于一些高频率、而且配备GDDR3显存的产品。，在对手ATI迅速更新自己的产品线，将竞争产品更换为性能明显更强大的 Radeon HD 4650/4670后，NVIDIA的9500GT迅速失势。

### GeForce 9600
有兩個顯示卡形號。分別是GeForce 9600 GT和GeForce 9600 GSO。前者是本系列第一張顯示卡，是8800 GT的改版，但只有64個流處理器。核心採用65nm製程，支援PCI-Express 2.0，亦集成DisplayPort輸出，不用外加晶片。如ATI 的HD 3xxx系列顯示卡，核心亦集成了HDCP晶片，可惜HDMI的音效仍需要透過S/PDIF線另外輸入。它的對手是ATI 的HD3850，但不支援DirectX 10.1，因為官方堅持10 與 10.1 的差別並不大。
上一代的GeForce 8中端顯示卡，只擁有128-bit記憶體頻寬，令到DirectX 9的效能反比GeForce 7差，DirectX 10的效能亦差強人意。所以本卡支援256-bit記憶體，亦是NVIDIA 首款中端顯示卡擁有256-bit記憶體頻寬。另外，公板採用三相供電，有電源控制晶片控制供電相的數目，達到類似ATI 的PowerPlay 節能效果。ROP方面，利用新的壓縮技術，提升了紋理填充率。PureVideo HD方面，此核心可以同時處理兩條影片，新增對HDR的調整，以及加強膚色的色澤表現。
舊有的GeForce 9600 GSO是GeForce 8800 GS 的易名作，核心代號是G92，有96個流處理器，記憶體介面為192Bit，記憶體容量為384MB 或 768MB。在2008年尾，NVIDIA更新了GeForce 9600 GSO的規格。新的顯示卡會用上G94顯示核心，與GeForce 9600 GT一樣。縱使顯示記憶體的頻寬提升至256bit，但流處理器的數量就只有舊版本的一半，由原來的96個削減至48個。2009年初，NVIDIA推出了新款9600 GT系列，稱為節能版，最大的特點就是去掉了外接電源接口，但一些超頻版的9600 GT滿載功耗達110W左右，且生產廠商並未對其配備外接電源介面，如果使用介面版本為PCI-E 1.0或1.1的主機板，將容易遇到供電不足提示，無法發揮顯示卡最大效能。
9600GT虽然定位高于9600GSO，但在部分测试项目中却低于后者。而在推出初期，这两个产品的竞争者是ATI的Radeon HD 3850，此时双方势均力敌。但后期ATI将竞争者变成异常强大的 Radeon HD 4830后，9600系列便在竞争中明显处于劣势。 HD 4830迅速占领了中端显卡市场。

### GeForce 9800
有4個顯示卡形號，分別是GeForce 9800 GX2，GeForce 9800 GTX，GeForce 9800 GT和GeForce 9800S。
GeForce 9800 GX2，是一張顯示卡上整合兩個G92-450核心，採用65nm製程。它有兩塊PCB板，互相採用SLI線纜連在一起，通過一顆BR04晶片將一條PCI-E分給兩個GPU使用。如果將兩個核心合併計算，它有2×128個流處理器和2×512MB GDDR3顯示記憶體，但核心之間並不能共享顯示記憶體，實際可用的還是512MB/256bit，對效能造成較大的影響，如同9800 GTX（但在當時是市面上最快的顯示卡）。顯示核心的頻率是600MHz，流處理器的頻率是1500MHz，而顯示記憶體的頻率是1000MHz。顯示記憶體的頻寬是2×256-bit。顯示輸出方面，它有兩個DVI-I和一個HDMI接口，並支援HDCP。如果有兩張GeForce 9800 GX2顯示卡，系統就可以組成Quad SLI，不過在多個媒體評測中不敵9800 GTX+ 3 Way SLI，造成4<3的尷尬。9800 GX2顯示卡的待機溫度非常高，一般為70度至80度，滿載時甚至接近100度，而且它沒有在BIOS設置分頻功能，電能消耗甚至比GTX 295還要大。它的對手同樣是擁有兩顆顯示核心的ATI HD 3870 X2。
GeForce 9800 GTX是建基於G92核心，同樣有128個流處理器，紋理拾取單元是G80核心的兩倍。取代GeForce 8800 GTS，但在高解析度及開啟全螢幕反鋸齒的情況下不敵上代的8800 GTX/Ultra，效能瓶頸在其搭載的512MB/256bit顯示記憶體。在Radeon HD 4850推出後，NVIDIA推出新的GeForce 9800 GTX+，NVIDIA為此核心提升了製造工藝到55nm，並提升了頻率。到了2009年3月，NVIDIA將GeForce 9800 GTX+更名為GeForce GTS 250， 頻率相同但增加了1024MB顯存版本，而且供電插口由2個PCI-E 6pin改為1個。
GeForce 9800 GT是GeForce 8800 GT的更名版，功能和頻率完全相同，NVIDIA表示核心製造工藝會升級到55nm，但實際產品大部份依然是採用65nm核心。透過CUDA技術，可以支援PhysX物理加速技術。 NVIDIA聲稱早前的GeForce 9產品線並未完善，所以將此核心放到GeForce 8家族。
GeForce 9800S 是應用於小型個人電腦或高階筆記型電腦的產品，它可以支援MXM介面，HybridPower技術。

## 更多資訊
- GeForce 9系列規格列表
- GeForce 9 M系列規格列表
- Radeon R600

## 外部連結
- NVIDIA GeForce 9系列主頁